# Laurence Fishburne

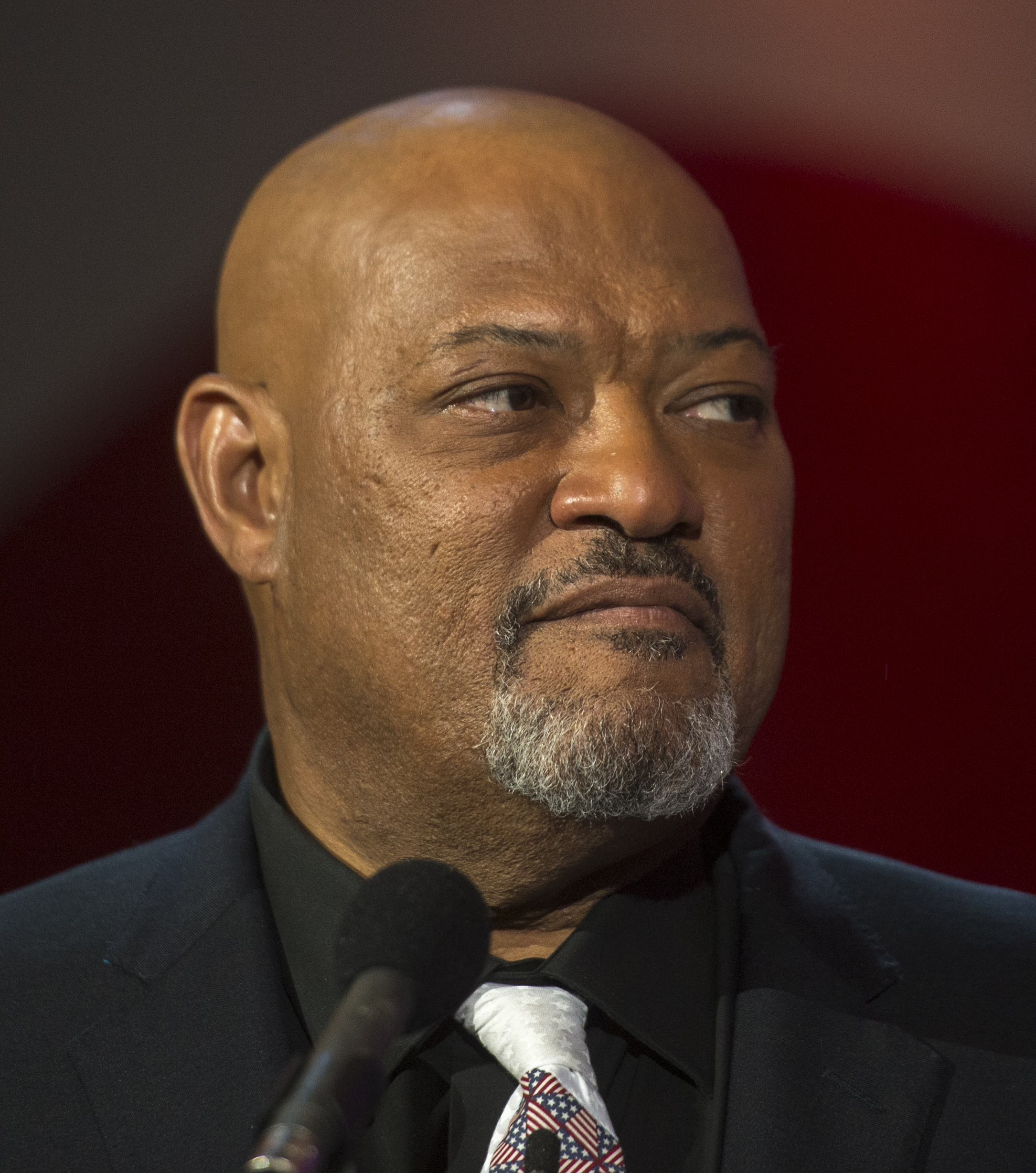
Laurence Fishburne (2017)

Laurence John Fishburne III (* 30. Juli 1961 in Augusta, Georgia) ist ein US-amerikanischer Schauspieler.

## Leben
Schon mit zehn Jahren stand Laurence Fishburne auf einer Bühne in New York City. Mit zwölf gab er sein Debüt vor der Kamera mit der Darstellung des Joshua Hall in der TV-Seifenoper One Life to Live 1973. Sein Kinodebüt gab er 1975 in dem Film Cornbread, Earl and Me. Fishburne ermogelte sich mit einer Notlüge bezüglich seines Alters die Rolle eines jungen Soldaten in Francis Ford Coppolas Anti-Kriegsfilm Apocalypse Now. Später war er allerdings noch in drei weiteren Filmen von Coppola zu sehen. In den 1980er Jahren war Fishburne in vielen Nebenrollen sowohl im Kino als auch im Fernsehen vertreten. Sein Schaffen als Schauspieler umfasst mehr als 100 Film- und Fernsehproduktionen.
Fishburne studierte Schauspiel an der Lincoln Square Academy in New York und änderte 1991 seinen Namen von Larry zu Laurence.
Seine Rolle in Boyz N’ the Hood – Jungs im Viertel aus dem Jahr 1991 verschaffte Fishburne den Durchbruch. Im nächsten Jahr gewann er einen Tony Award für seine Theaterdarbietung in August Wilsons Two Trains Running. 1993 erhielt er einen Emmy für seinen Gastauftritt in einer Episode der kurzlebigen Fernsehserie Tribeca. Im darauf folgenden Jahr bekam er eine Oscar-Nominierung für die Verkörperung von Ike Turner in dem Film Tina – What’s Love Got to Do with It?.
Heute ist Fishburne vor allem durch seine Rolle Morpheus, den Mentor von Neo (Keanu Reeves) in der erfolgreichen Science-Fiction-Trilogie Matrix, bekannt. Fishburnes Regiedebüt erfolgte im Jahr 2000 mit seiner Produktion Mit aller Härte nach eigenem Drehbuch, in der er auch die Hauptrolle übernahm. Dies blieb seine bislang einzige Regiearbeit.
Zwischen 2008 und 2011 war Fishburne einer der Hauptdarsteller der Serie CSI: Den Tätern auf der Spur. In der Serie spielte er die Rolle des Dr. Raymond Langston. Zuvor war mit William Petersen einer der Hauptdarsteller aus der Serie ausgestiegen. In dieser Rolle absolvierte Fishburne zudem Gastauftritte in den beiden Spin-off-Serien CSI: Miami und CSI: NY. Von April 2013 bis 2015 war er in der Nebenrolle des Special Agenten Jack Crawford in der NBC-Serie Hannibal zu sehen.
Fishburne heiratete 1985 die Schauspielerin Hajna O. Moss. Aus der Ehe gingen zwei Kinder (1988 der spätere Schauspieler Langston Fishburne und 1991 eine Tochter) hervor. In den 1990er Jahren trennte sich das Paar. Am 20. September 2002 heiratete Fishburne die Schauspielerin Gina Torres. Im Juni 2007 kam ihre gemeinsame Tochter auf die Welt. Im September 2017 gab das Paar die Trennung bekannt. Neben der Schauspielerei engagiert sich Fishburne als UNICEF-Botschafter.
2023 wurde Fishburne in die American Academy of Arts and Sciences gewählt.

## Filmografie (Auswahl)
- 1973–1976: Liebe, Lüge, Leidenschaft (One Life to Live, Fernsehserie)
- 1975: Cornbread, Earl and Me
- 1979: Apocalypse Now
- 1979: Die Chance seines Lebens (Fast Break)
- 1981: Trapper John, M.D. (Fernsehserie, Folge 2x12, „Finders Keepers“ / „Das lebendige Maskottchen“)
- 1982: M*A*S*H (Fernsehserie, Folge 10x15, „The Tooth Shall Set You Free“ / „Der Zahn muß raus!“)
- 1982: Der Mann ohne Gnade (Death Wish II)
- 1983: Rumble Fish
- 1984: Cotton Club
- 1985: Die Farbe Lila (The Color Purple)
- 1986: Miami Vice (Fernsehserie, Folge 3x04)
- 1986: Die gnadenlose Clique (Band of the Hand) (Film, als „Larry Fishburne“)
- 1986: Quicksilver
- 1986–1991: Pee-wee’s Playhouse (Fernsehserie, 17 Folgen)
- 1987: Der steinerne Garten (Gardens of Stone)
- 1987: Cherry 2000
- 1987: Nightmare III – Freddy Krueger lebt (A Nightmare on Elm Street 3: Dream Warriors)
- 1988: Red Heat
- 1988: School Daze
- 1989: Der Equalizer (The Equalizer, Fernsehserie, Folge 4x20)
- 1990: Ein fremder Klang (Cadence)
- 1990: King of New York – König zwischen Tag und Nacht (King of New York)
- 1991: Das Gesetz der Macht (Class Action)
- 1991: Boyz n the Hood – Jungs im Viertel (Boyz N’ the Hood)
- 1992: Jenseits der weißen Linie (Deep Cover)
- 1993: Tina – What’s Love Got to Do with It? (What’s Love Got to Do with It?)
- 1993: Das Königsspiel – Ein Meister wird geboren (Searching for Bobby Fischer)
- 1995: Othello
- 1995: Im Sumpf des Verbrechens (Just Cause)
- 1995: Higher Learning – Die Rebellen (Higher Learning)
- 1995: Die Ehre zu fliegen (The Tuskegee Airmen)
- 1995: Bad Company
- 1996: Fled – Flucht nach Plan (Fled)
- 1997: Event Horizon – Am Rande des Universums (Event Horizon)
- 1997: Harlem, N.Y.C. – Der Preis der Macht (Hoodlum)
- 1998: Always Outnumbered – mit dem Rücken an der Wand (Always Outnumbered)
- 1999: Matrix (The Matrix)
- 2000: Mit aller Härte (Once in the Life)
- 2003: Matrix Reloaded (The Matrix Reloaded)
- 2003: Matrix Revolutions (The Matrix Revolutions)
- 2003: Mystic River
- 2003: Biker Boyz
- 2005: Das Ende – Assault on Precinct 13 (Assault on Precinct 13)
- 2006: Akeelah ist die Größte (Akeelah and the Bee)
- 2006: Five Fingers
- 2006: Bobby
- 2006: Mission: Impossible III
- 2007: Kill Bobby Z (Death and Life of Bobby Z)
- 2007: Fantastic Four: Rise of the Silver Surfer (Stimme des Silver Surfer)
- 2008: 21
- 2008: Tortured
- 2008–2011: CSI: Den Tätern auf der Spur (CSI: Crime Scene Investigation, Fernsehserie, 61 Folgen)
- 2009: Armored
- 2009: CSI: Miami (Fernsehserie)
- 2009: CSI: NY (Fernsehserie)
- 2010: Predators
- 2011: Contagion
- 2011: Damit ihr mich nicht vergesst (Have a Little Faith)
- 2013–2015: Hannibal (Fernsehserie)
- 2013: Man of Steel
- 2013: The Colony – Hell Freezes Over (The Colony)
- 2014: Ride Along
- 2014: The Signal
- 2014–2022: Black-ish (Fernsehserie)
- 2016: Standoff – Die einzige Zeugin (Standoff)
- 2016: Batman v Superman: Dawn of Justice
- 2016: Roots (Fernsehserie)
- 2016: Passengers
- 2017: John Wick: Kapitel 2 (John Wick: Chapter 2)
- 2017: Last Flag Flying
- 2018: Ant-Man and the Wasp
- 2018: The Mule
- 2019: John Wick: Kapitel 3 (John Wick: Chapter 3 – Parabellum)
- 2019: Bernadette (Where’d You Go, Bernadette)
- 2019: Running with the Devil
- 2020: #FreeRayshawn (Fernsehserie, 15 Folgen)
- seit 2020: History’s Greatest Mysteries (Dokumentarserie)
- 2021: Under the Stadium Lights
- 2021: The Ice Road
- 2022: The Cave of Adullam (als Produzent)
- 2022: The School for Good and Evil
- 2023: John Wick: Kapitel 4 (John Wick: Chapter 4)
- 2023: What If…? (1 Folge, Stimme)
- 2024: Megalopolis
- 2024: Slingshot
- 2025: The Astronaut
- 2025: The Amateur

## Videospiele
- 2010: CSI: Fatal Conspiracy (Dr. Raymond Langston Synchronisation)
- 2009: CSI: Crimes Scene Investgation – Deadly Intent (Dr. Raymond Langston Synchronisation)
- 2005: True Crimes: New York City (Isaiah Reed Synchronisation)
- 2005: The Matrix: Path of Neo (Morpheus Synchronisation)
- 2005: The Matrix Online (Morpheus Synchronisation)
- 2003: Enter the Matrix (Morpheus Synchronisation)

## Auszeichnungen
Oscar
- 1994: Nominierung als Bester Hauptdarsteller für Tina – What’s Love Got to Do with It?

Golden Globe
- 1996: Nominierung als Bester Hauptdarsteller – Mini-Serie oder TV-Film für Die Ehre zu fliegen

Emmy
- 1993: Auszeichnung als Bester Gastdarsteller in einer Dramaserie für Tribeca
- 1996: Nominierung als Bester Hauptdarsteller in einer Miniserie oder Fernsehfilm für Die Ehre zu fliegen
- 2011: Nominierung als Bester Hauptdarsteller in einer Miniserie oder Fernsehfilm für Thurgood

Screen Actors Guild Award
- 1996: Nominierung als Bester Darsteller in einer Miniserie oder einem Fernsehfilm für Die Ehre zu fliegen
- 2004: Nominierung für das Beste Schauspielensemble in einem Film (gemeinsam mit der Besetzung) für Mystic River
- 2007: Nominierung für das Beste Schauspielensemble in einem Film (gemeinsam mit der Besetzung) für Bobby
- 2012: Nominierung als Bester Darsteller in einer Miniserie oder einem Fernsehfilm für Thurgood
- 2017: Nominierung für das Beste Schauspielensemble in einer Comedyserie (gemeinsam mit der Besetzung) für Black-ish
- 2018: Nominierung für das Beste Schauspielensemble in einer Comedyserie (gemeinsam mit der Besetzung) für Black-ish

Saturn Award
- 2000: Nominierung als Bester Nebendarsteller für Matrix
- 2015: Auszeichnung als Bester TV-Nebendarsteller für Hannibal

Independent Spirit Award
- 1993: Nominierung als Bester Hauptdarsteller für Jenseits der weißen Linie

MTV Movie Awards
- 2000: Auszeichnung für den Besten Kampf (zusammen mit Keanu Reeves) für Matrix
- 2000: Nominierung für das Beste Filmpaar (zusammen mit Keanu Reeves) für Matrix

Black Reel Award
- 2000: Nominierung als Bester Hauptdarsteller für Matrix
- 2007: Nominierung als Bester Nebendarsteller für Akeelah und die Größte